# Uiju
Uiju (Hán Việt: Nghĩa Châu) là một huyện của tỉnh Pyongan Bắc tại Cộng hòa Dân chủ Nhân dân Triều Tiên. Huyện nằm ở bờ nam sông Áp Lục và bên bờ bắc là Trung Quốc, huyện cũng quản lý một số cù lao trên dòng sông. 

## Tên gọi
Ŭiju xuất hiện dưới tên Uiju trong phiên âm La Mã hóa của Hàn Quốc và Yizhou trong các nguồn sử liệu Trung Quốc, như trong thời kỳ bị quân đội của tướng Mao Văn Long chiếm đóng trong thời kỳ chuyển tiếp từ Minh sang Thanh.

## Địa lý
Huyện Ŭiju giáp với giáp với Sakju ở phía đông bắc, Chonma ở phía đông nam, Pihyon ở phía nam và Sinuiju ở phía tây nam. Về phía bắc, Ŭiju giáp với Trung Quốc.
Uiju nằm trên đồng bằng sông Áp Lục và có dãy núi Kangnam chạy qua. Đỉnh cao nhất trên địa bàn là Cheonmasan (700m). Năm 2008, dân số toàn huyện Uiju là 110.018 người (52.185 nam và 57.833 nữ), trong đó, dân cư đô thị là 57.229 người (52%) còn dân cư nông thôn là 52.789 người (48%).

## Phân chia hành chính
Ŭiju được phân chia thành 1 ŭp (thị trấn), 2 rodongjagu (lao động giả khu) và 17 ri (xã):
| - Ŭiju-ŭp (의주읍) - Tŏngryong-rodongjagu (덕룡로동자구) - Tŏkhyŏl-lodongjagu (덕현로동자구) - Chungdal-li (중단리) - Ch'unsal-li (춘산리) - Ch'u-ri (추리) - Hŭngnam-ri (흥남리) - Kŭmgwang-ri (금광리) - Misong-ri (미송리) - Ŏjŏng-ri (어적리) | - Ryonggye-ri (룡계리) - Ryong'ul-li (룡운리) - Sangha-ri (상하리) - Sŏho-ri (서호리) - Sujil-li (수진리) - Taehwa-ri (대화리) - Taemul-li (대문리) - T'aesal-li (태산리) - Unch'ŏl-li (운천리) - Yŏn'u-ri (연우리) |

## Giao thông
Ŭiju được phục vụ bởi Tŏkhyŏn Line của Korean State Railway. Ở đây cũng có một sân bay, Uiju Airfield (ICAO airport code: ZKUJ).

## Động đất năm 1980
Động đất Ŭiju là trận động đất mạnh 5,3 độ richter xảy ra tại huyện Ŭiju vào năm 1980. Đây là một trong những trận động đất lớn nhất tính theo cường độ được ghi nhận tại Bán đảo Triều Tiên kể từ khi Hàn Quốc bắt đầu quan trắc động đất chính thức vào năm 1978.